# Rio Corumbataí
O rio Corumbataí é um curso de água que banha o estado do Paraná, no Brasil. Nasce no município de Pitanga no centro do estado, na localização geográfica latitude 24º42'23" Sul e longitude 51º53'43" Oeste. É afluente do rio Ivaí, desagua neste bem próximo da cidade de Fênix.

## Etimologia
"Corumbataí" é um termo com origem na antiga língua tupi. Significa "rio dos curimbatás", através da junção de kurimbatá (curimbatá) e  'y (rio).